# Haute école spécialisée (Suisse)
Pour les articles homonymes, voir Haute école spécialisée et Fachhochschule.
Les hautes écoles spécialisées (HES) constituent, avec les hautes écoles universitaires (universités et écoles polytechniques fédérales) et les écoles supérieures, l'un des trois piliers des études supérieures en Suisse (aussi appelées formation tertiaire). Elles offrent des titres de bachelor HES (auparavant "diplôme HES") et master HES, axées sur la pratique qui permettent une entrée rapide sur le marché du travail. Les hautes écoles pédagogiques (HEP) font également partie des HES.

## Présentation
Le bachelor HES est professionnalisant, contrairement aux universités suisses et aux écoles polytechniques fédérales (EPF) où cette qualification est attribuée au niveau du master. Ceci est notamment dû au fait que les étudiants des HES ont obtenu au préalable un diplôme de formation professionnelle initiale (certificat fédéral de capacité), le plus souvent acquis dans le modèle dual école/entreprise, complété par un certificat de maturité professionnelle attestant d'une culture générale étendue. En général, une année au minimum de pratique professionnelle dans le domaine concerné est exigée pour accéder à une HES.
Il s'agit d'un réseau formé d'une soixantaine d'écoles proposant plus de 200 filières de formation.

## Domaines d'études
- Architecture
- Technologie et ingénierie
- Économie d'entreprise
- Sciences de l'environnement
- Hôtellerie et restauration
- Arts appliqués
- Sport
- Santé
- Travail social
- Musique et arts de la scène

## Hautes écoles spécialisées publiques
- Suisse occidentale (fr) : Haute école spécialisée de Suisse occidentale (HES-SO)
- Berne (de + fr) Haute école spécialisée bernoise (HESB)
- Nord-Ouest de la Suisse (de) : Fachhochschule Nordwestschweiz
- Zurich (de) : Université des sciences appliquées de Zurich (ZHAW)
- Suisse centrale (de) : Fachhochschule Zentralschweiz
- Est de la Suisse (de) : Fachhochschule Ostschweiz
- Suisse italienne (it) : Scuola universitaria professionale della Svizzera italiana, dont fait partie la Haute école spécialisée à distance de Suisse (de) (HESD)[1]
- Grisons : Fachhochschule Graubünden (FHGR) (de)

## Hautes écoles spécialisées privées
- Haute école spécialisée Kalaidos (de), école privée alémanique (autorisation du Conseil fédéral du 6 avril 2005) 
  - Haute école privée d'économie de Berne (PHW Bern) (de) (intégrée à la HES Kalaidos depuis 2009[2])
  - AKAD (de) (haute école de formation des adultes en cours d'emploi, d'abord rattachée à la HES du Nord-Ouest de la Suisse, puis intégrée à la HES Kalaidos en 2015[3])